# 翁曼尼冰川
71°32′S 169°29′E / 71.533°S 169.483°E
翁曼尼冰川是南極洲的冰川，位於維多利亞地的彭內爾海岸，全長37公里，流經阿德默勒爾蒂山脈，最終注入羅伯特森灣西部的里萊灣。